# Hydraena fosterorum
Hydraena fosterorum är en skalbaggsart som beskrevs av Trizzino, Jäch och Ignacio Ribera 2011. Hydraena fosterorum ingår i släktet Hydraena och familjen vattenbrynsbaggar. Inga underarter finns listade i Catalogue of Life.